# 나초 몬레알
이그나시오 몬레알 에라소(스페인어: Ignacio Monreal Eraso, 1986년 2월 26일 ~ )는 스페인의 은퇴한 축구 선수로, 센터백 또는 레프트 백으로 활약했다.

## 수상

#### 아스널
- FA컵 : 2013–14, 2014–15, 2016–17
- 커뮤니티 쉴드 : 2014, 2015, 2017

#### 레알 소시에다드
- 국왕컵 : 2019–20